# Пальное
Пальное — село в Вышгородском сельском поселении Рязанского района Рязанской области России.

## Расположение
Расположено на правом берегу реки Оки на юго-востоке Рязанского района в 32 км от Рязани.

## История
Архангельская церковь в Пальном в впервые упоминается в окладных книгах 1676 года в списке владений вотчины архиерейского дома. Новая деревянная церковь была построена в 1864 году. Ныне не действует. В «Списках населенных мест Российской империи» за 1863 год упоминается как село Пальное.

## Население
| 1859 | 1897 | 1906  | 2010 |
| ---- | ---- | ----- | ---- |
| 775  | ↗801 | ↗1443 | ↘91  |